# Potaje conquense
El potaje conquense es un plato típico de la provincia de Cuenca, en concreto de la zona de la serranía de Cuenca.

## Características
Es un plato de invierno, que se diferencia de otros potajes en que no lleva sofrito ni de cebollas ni de ajos. Sus ingredientes básicos son judías pintas, patatas, espinazo, papada y morcilla de cerdo, un poco de harina, pimentón, sal y aceite. Es fácil de preparar, y su receta puede presentar pequeñas variantes, sobre todo en lo concerniente al avío de cerdo.
También hay una variante, conocida como “potaje serrano” que sí lleva el sofrito de cebolla, tomate y ajo, y además utiliza también el laurel para darle otro toque especial.